# AE Phase I
Associated Engineers Phase I — проект американского среднего танка 1950-х годов. Концепт фирмы Associated Engineers, Inc. Танк имел классическую компоновку, но с некоторыми необычными решениями. Например, у танка была сегментированная гусеница, то есть на борт у танка было по две гусеницы вместо одной. В связи с этим танк мог иметь большой башенный погон, что и было реализовано на чертежах. Проект был закрыт по причине того, что его концепция была призвана неудачной. Танк не выпускался, малоразмерных макетов сделано не было.

## История
В 1951 году, в рамках американской программы исследований и разработок, компания Chrysler начала разработку нового танка, имеющего нестандартную концепцию — наличие четырёх гусениц. Помимо компании Chrysler данной концепцией среднего танка заинтересовалась фирма  Associated Engineers Inc., которая начала исследование задолго до Chrysler.
В 1950 году фирма получила контракт на исследование этого концепта. Проект фирмы является более подробным, чем проекты других фирм. В первоначальной работе Associated Engineers Inc. рассматривался четырехгусеничный танк с четырьмя отдельными тяговыми электродвигателями, аналогичный предложению Chrysler. Данную концепцию с четырьмя тяговыми электродвигателями признали неудачной и проект пошёл на доработку.
В 1952 году началась конференция Question mark I, на которой американские Кб, в том числе и Associated Engineers Inc., делились своими наработками. Также, началась «Tank program 52», программа по замене в будущем среднего танка M48. По программе было представлено множество проектов и концептов новых средних танков. Например, в ходе программы были представлены наработки по танкам серии Yoh. Помимо них в программе участвовал немного изменённый вариант проекта — Phase II, но он не мог претендовать на звание нового среднего танка, потому что из-за некоторых проектных правок он стал относиться к классу тяжёлых танков. В самом проекте был выявлен ряд критических ошибок, из-за которых проект был полностью закрыт.

## Описание конструкции[3]

### Корпус

#### Описание
Днище танка немного напоминает днище других послевоенных американских танков, например, M48, M60 и M103. Кормовая и лобовая часть корпуса должны были быть одинаковой длины и примерно одинаковой формы из-за специфики внутренней конструкции танка. Корпус танка был не достаточно широким, чтобы вместить в себя большой башенный погон, поэтому он с бортов выполнен в форме полусфер. Предполагалось, что большая часть деталей корпуса будут выполнены литыми. Танк имел нетрадиционную конструкцию. Несмотря на это в танке можно уследить стандартные отделения танка, за исключением моторно-трансмиссионного, у танка предполагалось две трансмиссии. В кормовой части корпуса предполагалась большая крышка МТО и два выхода для выхлопных труб.

#### Моторно-трансмиссионное отделение
Двигатель размещался в кормовой части танка. Танк имеет две пары ведущих звёздочек, а значит танк должен был иметь две трансмиссии — в лобовой части перед сидением механика-водителя и в кормовой, после двигателя.

#### Отделение управления
Отделение управления должно было находиться в передней части танка. Управление танком осуществляется механиком-водителем классическим для американских танков способом, но с учётом наличия двух трансмиссий. Механик-водитель имеет три прибора наблюдения. Кроме того, для механика-водителя предполагался люк в лобовой части крыши корпуса.

#### Боевое отделение
Боевое отделение должно было находиться по центру корпуса и в башне. По центру башни находится орудие танка. На крыше башни должна была находиться командирская башенка с крупнокалиберным пулемётом.

### Башня
Изначально, На танке предполагалась установка башни от Т95, танка фирмы Ford, которая также участвовала в  Question mark I. Башню предполагалось сделать литой. В лобовой части башни должно было находиться орудие танка. Экипаж танка размещался на подобии M-VII-Yoh, в виду использования орудия той же марки. На танк предполагалась установка командирской башенки с крупнокалиберным пулемётом на подобии M48. Также, на подобии M48 должны были быть приборы наблюдения в бронеколпаках по бортам башни. На Phase I была возможность установки ксенонового прожектора для подсветки ночного прицела.

#### Командир
Место командира танка располагалось справа от орудия. Командир мог наблюдать за полем боя с помощью панорамного прибора наблюдения в специальной башенке на подобии M48. Также внутри неё должен был быть крупнокалиберный пулемёт M2HB. Командир танка мог открыть огонь из него по необходимости.

#### Наводчик
Наводчик находился впереди командира, справа от орудия. Наведение производилось с помощью перескопического прицела и прицела в маске орудия. Наводчику не отводилось своего люка. Предполагалось, что он будет выходить с командиром танка через общий люк в командирской башенке.

#### Заряжающий
Заряжающий находился позади казённика орудия. Заряжание орудия производилось в полуавтоматическом режиме. Орудие имело магазин барабанного типа на несколько снарядов. Заряжающий производил заряжание магазина вручную, а далее орудие автоматически перезаряжалось пока не закончатся снаряды в магазине. В распоряжении заряжающего был спаренный пулемёт винтовочного калибра. Также, заряжающий имел свой люк в левой части крыши башни.

### Вооружение
Предполагалось вооружить танк 105-мм орудием T140. Орудие представляет собой концепт автоматического противотанкового орудия. Орудие включает в свою конструкцию магазин барабанного типа на несколько снарядов. Снаряд создаёт за собой струю газа, которая разблокировывает затвор и вталкивает обратно в магазин пустую гильзу, после чего заряжается следующий снаряд. Примерная прицельная дальность стрельбы должна была составить 1830 м.

Танк должен был оснащаться спаренным пулемётом винтовочного калибра M1919A4 и пулемётом 12,7-мм. M2HB, который должен был располагаться в специальной башенке для командира. УГН (Углы Горизонтальной Наводки) башенки составляли +-360°.
Боекомплект орудия должен был составить 40 снарядов, боекомплект пулемёта — не известен.

### Двигатель и трансмиссия
Как и большинство танков по программе  «Tank program 52», Phase I должен был оснащаться экспериментальным 8-цилиндровым четырёхтактным бензиновым двигателем с воздушным охлаждением Continental AOSI-1195-5 мощностью 675 л.с. В танке предполагалась установка двух трансмиссий в виду необычной концепции танка, заключающаяся в наличии сегментированных гусениц. Трансмиссии должны были соединяться между собой карданным валом.

### Ходовая часть
Ходовая часть предусматривала по три опорных катка и по одному поддерживающему катку на каждый сегмент гусеницы. Приводиться в движение гусеница должна была парой ведущих звёздочек в лобовой и кормовой части танка. Подвеска танка должна была быть торсионной. Проект предусматривал сегментированную ходовую часть. Предполагалось, что преимуществом такого четырёхгусеничного танка должна была стать возможность продолжения движения и маневрирования при повреждении двух гусениц.
Дальнейший анализ выявил некоторые серьезные проблемы такой системы. Во-первых, каждая ведущая звёздочка приводилась в движение отдельным электродвигателем. При сбитии гусеницы электромотор работал в холостую, что приводило к утечки мощности. Таким образом, потеря одной гусеницы приводила к снижению доступной мощности в половину от всей мощности. Было невозможно переключить полную мощность на оставшиеся две гусеницы, а ограничения по весу делали нецелесообразным установку четырёх тяговых двигателей, каждый из которых имел бы достаточную мощность для использования всей мощности генератора. Кроме того, было выявлено, что в случае потери одной гусеницы необходимо было отключить питание от гусеницы на противоположной стороне танка, чтобы обеспечить адекватное рулевое управление.
Во-вторых, возникла проблема при подъеме на крутой холм. Значительная часть веса боевой машины поддерживалась узлами задней подвески, что увеличивало требования к мощности задних звёздочек. Кроме того, передняя подвеска полностью теряла сцепление при подъеме на препятствие. Это означает, что необходимо передавать всю мощность на задние ведущие звёздочки, но это невозможно с конструкцией из четырёх тяговых двигателей. В результате, после анализа проекта фирме Associated Engineers Inc. была заказана проработка второго варианта с побортным приводом гусениц.

## Phase II[5]
Phase II является дальнейшим развитием проекта. Он, как и Phase I сохранил в себе концепцию четырёхгусеничного танка, но с кардинальными изменениями. Например, отказались от башни T95 в пользу башни от M103, из-за чего вместо ~45 т. танк стал весить ~56 т. В следствии, танк уже не мог претендовать на звание нового среднего танка. Боевое отделение оставалось без изменений. Всё так же оставалось три члена экипажа, орудие T140, командирская башенка с крупнокалиберным пулемётом, но она сместилась в левую часть крыши башни, скорее всего командир переместился в левую часть башни. Также, сохранились приборы наблюдения в бронеколпаках по бортам башни. Также осталась возможность установки ксенонового прожектора. При этом чертежи самой подвески немного изменились. Например были убраны поддерживающие катки. 
Инженеры компании Associated Engineers Inc смогли решить проблему с потерей мощности электродвигателей при сбитии гусеницы, но оставалась не решённой проблема с преодолением рельефа, из-за чего проект был окончательно закрыт.

## В массовой культуре

### В моделизме
Модели танка не выпускает ни одна из модельных фирм. Также не замечены самодельные работы. Скорее всего это связано с непопулярностью танка и в сложности изготовления деталей.

### В играх
Танк представлен в игре World of Tanks и World of Tanks Blitz. В обоих играх он представляет собой акционный тяжёлый танк IX уровня. Проект и игровая версия имеют некоторые расхождения. В игре представлен вариант с башней от T95, при этом, он относится к тяжёлым танкам. По проекту же к тяжёлым относится  вариант с башней M103, т. е. Phase II, который в игре отсутствует. В игре на танк устанавливается 120-мм орудие M58A, хотя по проекту должно 105-мм орудие T140. Также в проекте танк никогда не упоминался как AE Phase I. В документации к проекту лишь упоминались стадии проекта. Начальная стадия — Phase I и конечная — Phase II.

## Смотрите также
Pawlak Tank
M48
T95
M-VII-Yoh
T28 Concept